# Кезина, Любовь Петровна
Любо́вь Петро́вна Ке́зина (1 ноября 1938, Москва — 5 мая 2024, Москва) — российский педагог и организатор образования. Руководитель Департамента образования города Москвы (1986—2007), академик РАО. Заслуженный учитель школы РСФСР, почётный работник общего образования Российской Федерации, лауреат премий Президента Российской Федерации (1999) и Правительства Российской Федерации в области образования (2007).

## Биография
Родилась 1 ноября 1938 года в Москве.
- 1957 — окончание Московского городского педагогического училища № 2
  -  — учитель начальных классов школы № 646
  -  — поступление в МГПИ им. В. И. Ленина
- 1965 — окончание ВУЗа по специальности «история»
- 1966 — преподавание истории и обществоведения в школе № 420
- 1968—1973 — инструктор райкома Партии
- 1973—1978 — заведующий отделом народного образования
- 1978—1982 — секретарь Исполкома райсовета
- 1982—1984 — секретарь райкома КПСС
- 1984—1986 — второй секретарь райкома КПСС
- 1986—1988 — начальник Главного управления народного образования Мосгорисполкома
- 1988—1989 — первый заместитель председателя Московского городского комитета по народному образованию
- 1989—1991 — председатель Московского городского комитета по народному образованию Мосгорисполкома
- 1991—1996 — руководитель Московского департамента образования
- 1996—2002 — председатель  Московского комитета образования
- Май 1997 – пережила покушение[3]
- 2002—2007 — руководитель Департамента образования города Москвы
- 2007—18.07.2011 — советник-наставник мэра Москвы Юрия Лужкова
- В последнее время — генеральный директор АО Реабилитационный центр для инвалидов «Преодоление»

Умерла 5 мая 2024 года в Москве в возрасте 85 лет. Похоронена 8 мая на Троекуровском кладбище.

## Общественная деятельность
Являлась членом управляющего совета фонда целевого капитала Московского городского педагогического университета.

## Награды
- Орден «За заслуги перед Отечеством» III степени (7 апреля 2004 года) — за большой вклад в развитие отечественного образования и многолетнюю добросовестную работу[6]
- Орден «За заслуги перед Отечеством» IV степени (30 октября 1998 года) — за большой личный вклад в развитие образования[7]
- Орден «Знак Почёта» (1986 год)[8]
- Медаль «В память 850-летия Москвы» (1997 год)[8]
- Юбилейная медаль «За доблестный труд. В ознаменование 100-летия со дня рождения Владимира Ильича Ленина»[8]
- Медаль «За отличную службу по охране общественного порядка»[8]
- Медаль «Ветеран труда»[8]
- Заслуженный учитель школы Российской Федерации (20 октября 1992 года) — за заслуги в обучении и воспитании учащихся и многолетний добросовестный труд[9]
- Лауреат Премии Президента Российской Федерации в области образования за 1998 год (4 октября 1999 года) — за разработку и внедрение концепции «Система психолого-социального обеспечения развития столичного образования» для общеобразовательных учреждений и психолого-педагогических центров г. Москвы[10]
- Премия Правительства Российской Федерации в области образования (2 августа 2007 года) — за цикл трудов «Московская психологическая школа: наука, образование, практика» для научно-методического обеспечения научных и образовательных учреждений[11]
- Медаль К. Д. Ушинского (Министерство образования и науки Российской Федерации, 2002 год)[8]
- Почётный работник общего образования Российской Федерации (Министерство образования и науки Российской Федерации, 2001 год)[8]
- Отличник народного просвещения (Министерство просвещения, 1982 год)[8]
- Знак отличия «За заслуги перед Москвой» (27 июля 2007 года) — за большой личный вклад в развитие системы образования города Москвы и воспитание подрастающего поколения[12]
- Почётная грамота Правительства Москвы (1998 год)[8]
- Медаль «40 лет Болгарии» (НРБ, 1985 год)[8]